# Alfred von Kremer
Alfred von Kremer, född 13 maj 1828 i Penzing vid Wien, död 27 december 1889 i Döbling, var en österrikisk friherre, orientalist och ämbetsman.
Efter att 1849–51 ha bedrivit forskning i Syrien och Egypten blev von Kremer efter hemkomsten professor i vulgärarabiska vid Polytechnikum i Wien. Han ägnade sig från 1858 åt konsulsbanan, blev 1872 ministerialråd och föredragande i konsulatsärenden, kallades 1876 av khediven Ismail Pascha till medlem av egyptiska statsskuldskommissionen och var 1880–81 österrikisk handelsminister. 
Bland von Kremers arbeten kan nämnas Beiträge zur Geographie des nördlichen Syriens (1852), Mittelsyrien und Damascus (1853), Ägypten. Forschungen über Land und Volk (två delar, 1863), Geschichte der herrschenden Ideen des Islams (1868), Kulturgeschichte des Orients unter den Chalifen (två band, 1875–77) och editioner av flera arabiska texter.